# Anästhesie

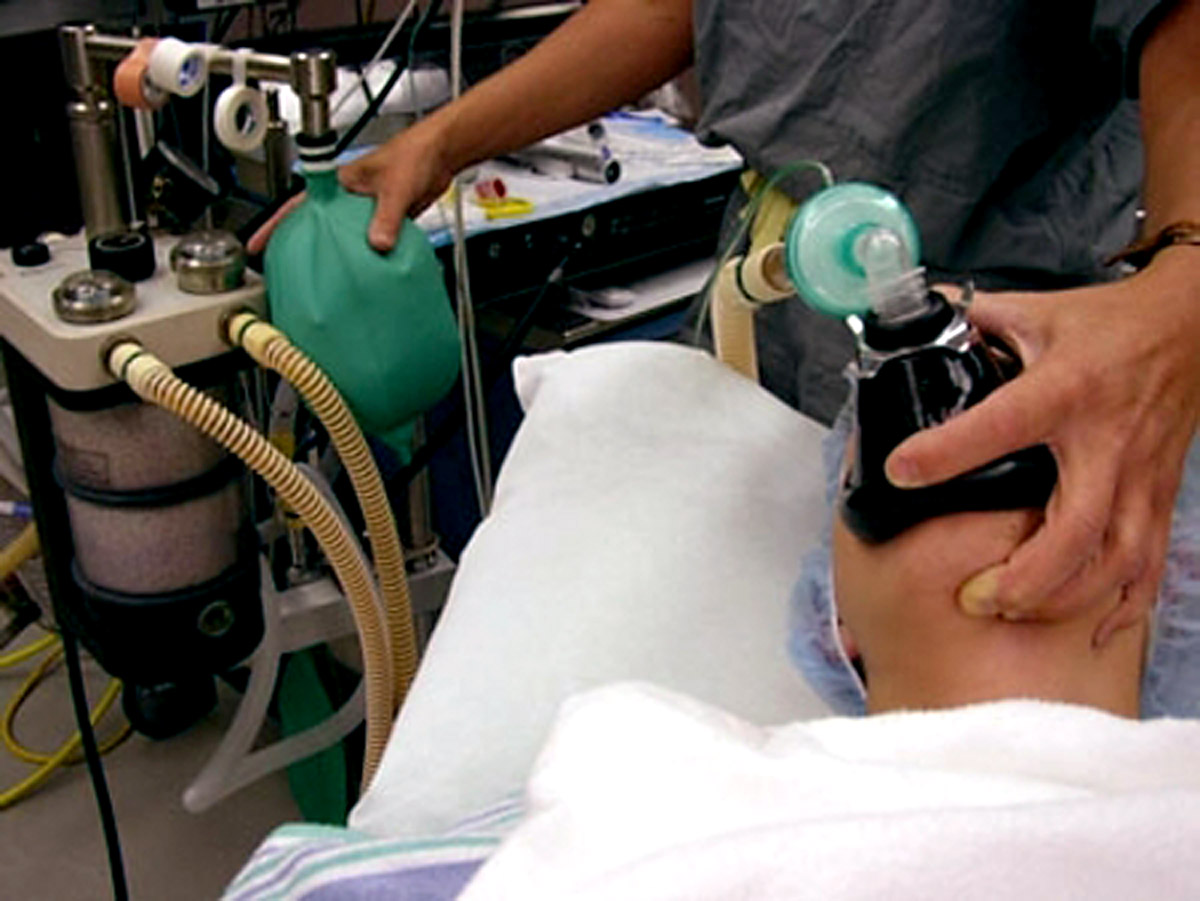
Allgemeinanästhesie über die Atemwege

Anästhesie (von altgriechisch ἀναισθησία anaisthesía „Empfindungslosigkeit, Unempfindlichkeit“) ist in der Medizin ein (meist von einem Arzt bewirkter) reversibler Zustand der Empfindungslosigkeit, meist zum Zweck einer operativen oder diagnostischen Maßnahme, und zugleich das auch als Betäubung bezeichnete medizinische Verfahren, um diesen Zustand der (reversiblen) Unempfindlichkeit des Nervensystems herbeizuführen.
Die Anästhesie als medizinische Fachdisziplin ist ein Teilgebiet der Anästhesiologie, zu welcher auch die Gebiete Intensivmedizin, Schmerztherapie und Notfallmedizin gerechnet werden.
Die modernen Anästhesieverfahren der Allgemeinanästhesie (als Inhalationsanästhesie, als intravenöse Anästhesie bzw. deren Sonderform Analgosedierung oder als balancierte Anästhesie), der Lokalanästhesie (als Oberflächenanästhesie, Regionalanästhesie oder Infiltrationsanästhesie) und der Kombinationsanästhesie haben sich im 19. Jahrhundert entwickelt. In Krankenhäusern ist die Durchführung der Anästhesie meist einem Arzt der Fachdisziplin Anästhesiologie vorbehalten. In Deutschland gilt der sogenannte Facharztstandard. Wird die Anästhesie durch einen nichtfachärztlichen Kollegen durchgeführt, so steht dieser unter Aufsicht eines Facharztes für Anästhesiologie. In der Regel steht dem Anästhesisten eine Fachpflegekraft für Anästhesie und Intensivmedizin zur Seite. Eines der Teilgebiete der Anästhesie als Disziplin ist die Kinderanästhesie.

## Systematik der Anästhesieformen

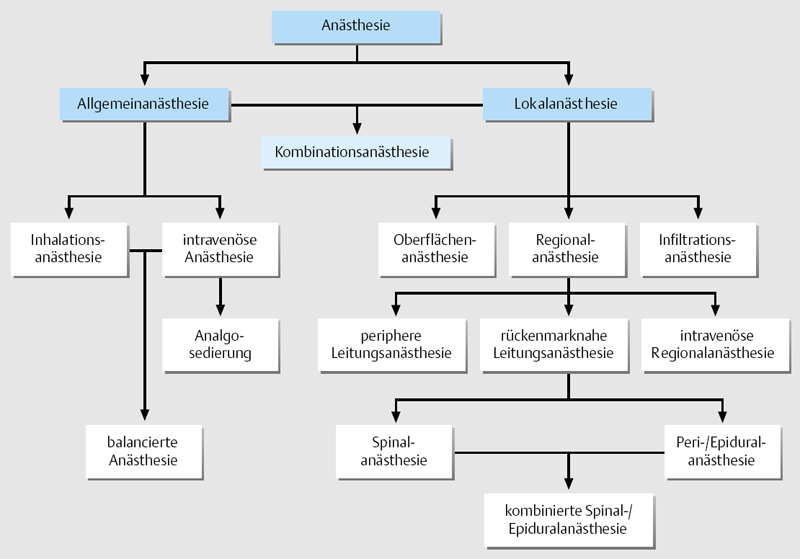
Systematik der Anästhesieverfahren

Die Einteilung der Anästhesieformen erfolgt in der Regel anhand der Wirkorte der zur Anwendung kommenden Arzneimittel. In der weiteren Einteilung spielen häufig auch die Applikationsformen (inhalativ, intravenös, infiltrativ, …) eine Rolle. Es sind auch Kombinationen verschiedener Verfahren beschrieben. Die Begrifflichkeiten sind dabei nicht selten historischen Ursprungs.

### Allgemeinanästhesie
Als Allgemeinanästhesie oder Narkose (umgangssprachlich häufig als „Vollnarkose“ bezeichnet) ist eine erweiterte Form der Anästhesie, mit der man eine Toleranz von diagnostischen oder operativen Eingriffen durch Angriff am zentralen Nervensystem (am Gehirn) herstellt. Traditionell werden darunter die Kombination von zentralnervöser Schmerzausschaltung (im Zentralnervensystem ausgelöste Analgesie), Aufhebung des Bewusstseins (Hypnose) und Dämpfung vegetativer Funktionen, gegebenenfalls erweitert durch eine Muskelentspannung (Muskelrelaxierung) verstanden. Üblicherweise geht damit eine Gedächtnislücke (Amnesie) einher. Eine strenge Trennung dieser Bestandteile ist nicht möglich, ebenso sind die genauen anatomischen Wirkorte und molekularen Mechanismen nicht komplett verstanden.
Diese unterscheidbaren Qualitäten werden durch unterschiedliche Medikamente (Anästhetika) hervorgerufen: Bewusstseinsverlust durch Hypnotika, Sedativa oder Inhalationsanästhetika, Analgesie durch hochwirksame Schmerzmittel (Opioide oder Ketamin), Relaxation durch Muskelrelaxanzien. Zugeführt werden diese Medikamente intravenös oder mittels inhalativer Applikation, oder einer Kombination aus beiden Verfahren, der balancierten Anästhesie.

### Örtlich wirksame Anästhesieverfahren
Als Lokalanästhesie (örtliche Betäubung) und Regionalanästhesie, umgangssprachlich auch als Teilnarkose bezeichnet, wird die örtliche Schmerzausschaltung im Bereich der Nervenbahnen- und/oder -endigungen ohne Beeinträchtigung des Bewusstseins verstanden. Dies geschieht vor allem durch Medikamente, die – direkt an den jeweiligen Wirkort injiziert – die elektrische Leitfähigkeit der Nerven für Nervenimpulse reversibel unterdrücken, die Lokalanästhetika.
Die Bezeichnung Lokalanästhesie wird häufig uneinheitlich verwendet. Aus historischer und pharmakologischer Sicht häufig als Überbegriff verwendet, wovon sich Lokalanästhetika als solche Medikamente, die für die Lokal- oder Regionalanästhesie eingesetzt werden können, ableiten, steht Lokalanästhesie im engeren Sinne nur für die Blockade eines eng begrenzten Gebietes (örtliche Betäubung).

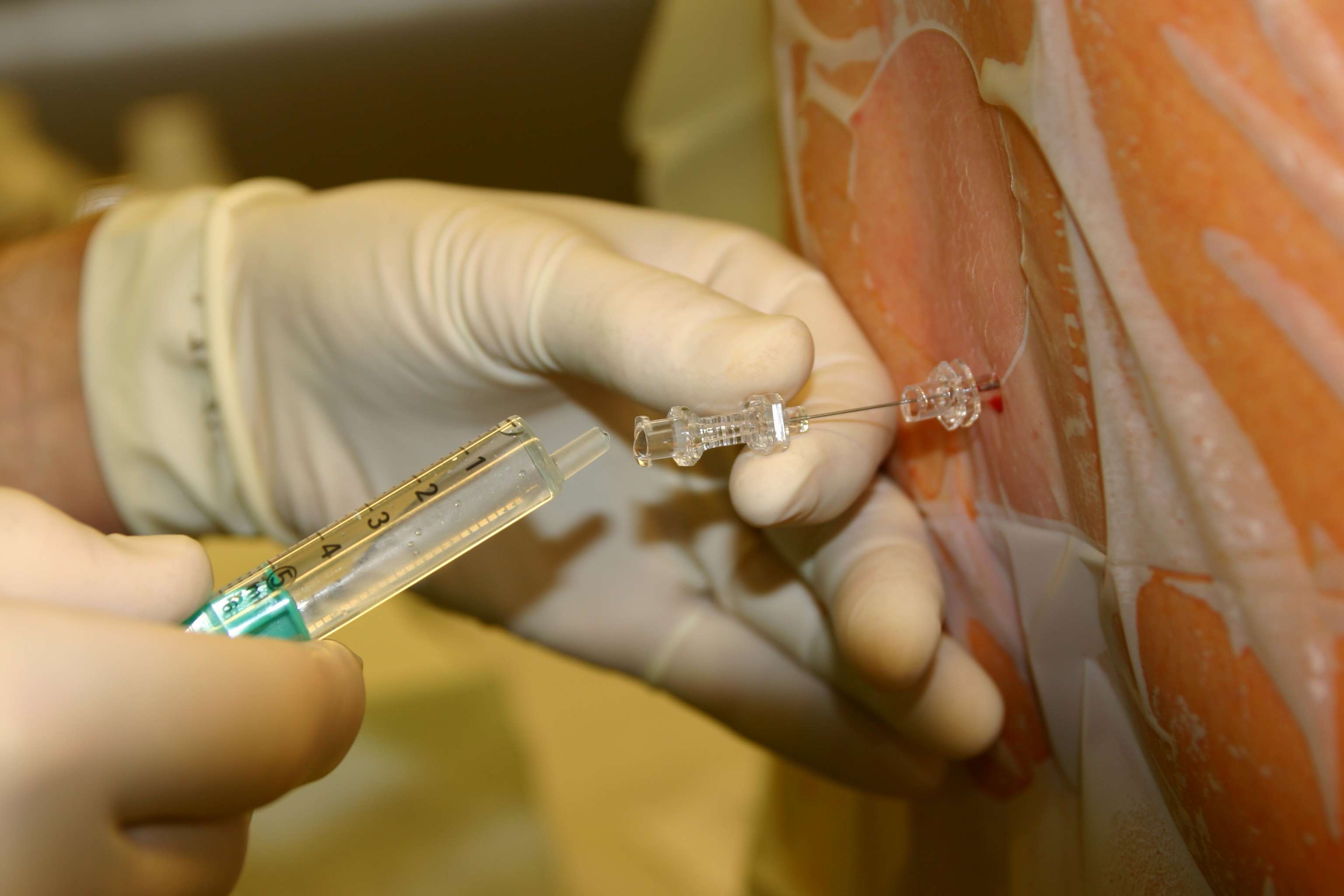
Durchführung einer Spinalanästhesie

Man unterscheidet bei der Lokalanästhesie die Oberflächenanästhesie, bei der das Lokalanästhetikum auf die Körperoberfläche aufgebracht wird, und die Infiltrationsanästhesie, bei der direkt im Operationsgebiet in das Gewebe injiziert wird, von den Regionalanästhesieverfahren bzw. Leitungsanästhesien.
Wesentliches Merkmal der Leitungsanästhesien ist das direkte Aufsuchen einer das operative Zielgebiet sensibel versorgenden Leitungsbahn (im Spinalkanal der Wirbelsäule bzw. im peripheren Nervenstrang) mit einer Hohlnadel, gefolgt von der Injektion des Lokalanästhetikums. Die Folge ist ein reversibler Leitungsblock, d. h. die Unterbrechung der aus dem operativen Zielgebiet fortgeleiteten Schmerzreize, die das Gehirn nicht mehr erreichen. Die Regionalanästhesieverfahren werden demzufolge in rückenmarksnahe oder neuroaxiale (Spinalanästhesie, Epiduralanästhesie) und eine Vielzahl an peripheren Verfahren unterteilt, beispielsweise die verschiedenen Formen der Lokalanästhesie in der Zahnmedizin. Eine Sonderform ist die intravenöse Regionalanästhesie, bei der Lokalanästhetikum in die entleerte venöse Blutbahn einer zuvor durch eine Manschette abgebundenen Extremität eingespritzt wird.

### Kombinationsanästhesie
Verfahren der Allgemeinanästhesie und der Lokalanästhesie bzw. Regionalanästhesie können kombiniert werden.

## Geschichte der Anästhesie

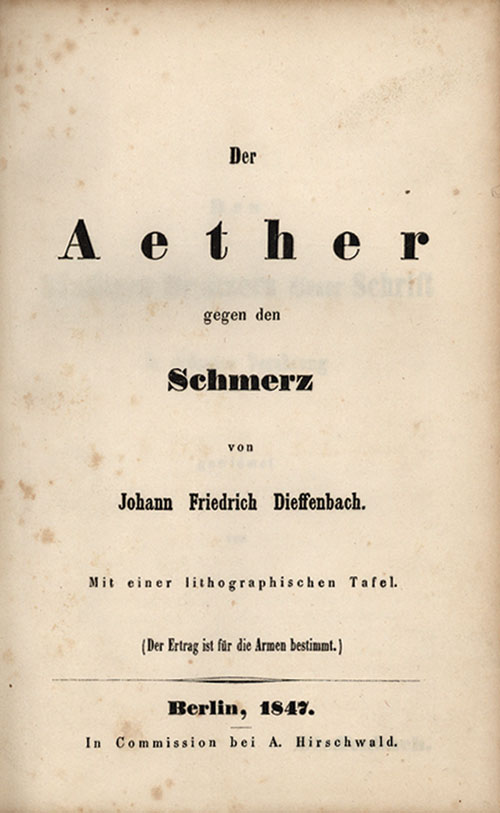
Johann Friedrich Dieffenbach führte 1847 mit seiner Schrift Der Äther gegen den Schmerz die Ätheranästhesie in Deutschland allgemein ein

Siehe auch: Narkose#Geschichtliche Aspekte

### Zeit vor 1846
Der Wunsch, Schmerzen zu lindern, ob bei Verletzungen, Krankheiten oder im Rahmen von operativen Eingriffen, ist oftmals erste Triebfeder heilerischen Handelns gewesen. Bereits in der Antike kannten zahlreiche Völker (so beispielsweise die Assyrer, Ägypter, Griechen oder Römer) die schmerzlindernde bzw. betäubende Wirkung von morphinhaltigem Mohn, aus dem auch schon im Altertum Opium (siehe auch Opiumtinktur) gewonnen wurde, den Nachtschattengewächsen Alraune (Mandragora) (Alraunen-Wein bei Plinius um 79 n. Chr. in Rom und zuvor bei dem griechischen, in Rom praktizierenden Arzt Dioskurides, der um 54 n. Chr. ein halbes Glas Mandragora-Wein vor Operationen und Punktionen zur Erzielung einer „Anästhesie“ empfahl) und Bilsenkraut sowie Wasserschierling und etlichen anderen Pflanzen. Das Wort „Anästhesie“ stammt aus dem Altgriechischen. Bei Platon ist um 400 v. Chr. erstmals der Begriff ἀναίσϑητος belegt. Bei rituellen Beschneidungen sollen gemäß Caspar Hofmann die Assyrer zur Herbeiführung von Bewusstlosigkeit und Bewegungslosigkeit, Blutgefäße des Halses abgedrückt haben.
Eine frühe Anwendung von Mohnsaft und anderer Alkaloide zur lokalen Anästhesie am Auge findet sich um 990 bei dem Bagdader Arzt Jesus Haly. Als örtlich betäubend, z. B. als Pflaster aufgebracht, sind seit dem 12. Jahrhundert auch Pfeffer, Bilsenkräuter und die Gemeine Alraune belegt.
Vom Mittelalter bis in die Frühe Neuzeit wurden anästhetisch wirkende Pflanzenextrakte nicht nur oral verabreicht oder lokal aufgetragen, sondern besonders zur Linderung des Operationsschmerzes inhaliert und über die Schleimhäute von Nase, Mund und Rachenraum aufgenommen. Hierzu wurde ein Schwamm mit den Pflanzenextrakten (meist als Mischung mehrerer Pflanzenarten) benetzt, getrocknet und bei Bedarf mit heißem Wasser befeuchtet und dem Patienten auf Mund und Nase gelegt (spongia somnifera). Diese vom 9. bis ins 16. Jahrhundert beschriebene Anwendung von mit Narkotika (Verwendung fanden bei Heinrich von Pfalzpaint beispielsweise Opium, Bilsenkraut, Alraune, unreife Maulbeeren, eventuell Tollkirsche, Schierling, Efeu, Gartenlattichsamen und Kellerhalskörner) getränkten Schlafschwämmen war, neben dem schnellen Operieren, vom 11. Jahrhundert bis ins Spätmittelalter, vereinzelt bis in die frühe Neuzeit, eine der wenigen gebräuchlichen und zugleich wirksamen Methoden, den Operationsschmerz zu begrenzen, wurde jedoch – wohl wegen schwerer Zwischenfälle – bis Mitte des 19. Jahrhunderts wieder verlassen. Doch auch narkotisch wirkende Tränke wurden verabreicht – zum Beispiel nach einem im 14. Jahrhundert von dem Straßburger Wundarzt Johann von Molsheim verfassten, unter Verwendung von Schlafmohn und knolligen Pilzmyzelen zuzubereitenden Rezept, das auch im 15. Jahrhundert noch von dem Chirurgen Johann Schenck von Würzburg überliefert wurde. Frühe Methoden der örtlich begrenzten Schmerzausschaltung bzw. -linderung waren auch die Anwendung einer kurzfristigen Nervenkompression (Anästhesie oder Hypästhesie durch Kompression der Nervenstämme bzw. der versorgenden Nerven und Gefäße bei Ambroise Paré um 1564 und bei dem Italiener Valverdi um 1600) als eine Art von Leitungsanästhesie. Eine Betäubung durch Kompression der Halsgefäße erfolgte bereits bei den alten Assyrern. Auch der englische Arzt Fleming empfahl gegen Ende des 19. Jahrhunderts diese Methode. Zudem berichtete Steiner um 1900 über 25 erfolgreich zur Ausschaltung der Schmerzempfindung durchgeführte Kompressionen der Arteria carotis communis („Arteria soporifica“) bei Patienten in Java. Angewendet wird seit längerer Zeit auch Kälte (1646 bei Marco Aurelio Severino, der Packungen mit Schnee und Eis zur Erzielung einer Lokalanästhesie beschreibt), wie sie ähnlich wieder 1942 von Frederick M. Allen in New York als Eis- bzw. Kälteanästhesie für Amputationen vorgeschlagen wurde.
Mittels Alkohol-Zufuhr als Getränk zur Erreichung eines Alkoholrausches wurde immer wieder versucht, chirurgische Eingriffe, das Einrenken luxierter Gelenke oder sogar Geburten erträglicher zu machen. Eine Schmerzlosigkeit wäre jedoch, wie bereits Lallemand und Perrin 1860 zeigten, nur mit so hohen Dosierungen erreichbar, die mit einer Alkoholvergiftung (Intoxikation) verbunden ist. Zur Erzielung von Bewusstlosigkeit hatte der Chirurg Wardrop 1823 einen (extremen) Aderlass empfohlen, wie er ihn bei einer Patientin, der er einen Tumor an der Stirn entfernen wollte, durchgeführt hat.
Das griechische Wort für Anästhesie wurde bereits von Platon, jedoch im philosophischen Sinne, benutzt. Dioskurides bezeichnete damit die Wirkung der Pflanze Mandragora (Alraune). In der Neuzeit erstmals für die Äthernarkose gebraucht wird das Wort im Englischen von Oliver Wendell Holmes in einem Brief an W. T. G. Morton (s. u.).
1804 hatte der japanische Chirurg Hanaoka Seishū eine Operation durchgeführt, bei der er ein als Mafutsusan bezeichnetes und auf den Wirkstoffen Scopolamin, Hyoscyamin/Atropin, Aconitin und Angelicotoxin beruhendes Anästhetikum benutzte. Die japanische Politik des sakoku verhinderte aber ihr Bekanntwerden im Westen.
Mit der Entdeckung der Gase Kohlendioxid, Sauerstoff (Joseph Priestley, 1771) und Lachgas (Joseph Priestley, 1772) begann eine neue Ära in der Geschichte der Anästhesie. Nach der Entdeckung des Sauerstoffs begannen ab 1774 die so genannten „Pneumatiker“ – Mediziner, aber auch Künstler und Schriftsteller wie Samuel Taylor Coleridge und William Wordsworth – die medizinischen und bewusstseinsverändernden Wirkungen verschiedener Gase zu testen. Im Jahr 1800 veröffentlichte Humphry Davy das in Selbstversuchen festgestellte Ergebnis, dass das Einatmen von Lachgas (N2O) euphorisierend wirkt und das Schmerzempfinden aufhebt. Er schlug in dieser viel beachteten Publikation vor, dieses bei chirurgischen Operationen einzusetzen.
In der Folge gelangten mehrere Male Vorschläge an die medizinischen Gesellschaften in London und Paris, die Anästhesie mittels Inhalation verschiedener Gase zu prüfen. Die Gesellschaften lehnten ab – so auch 1824 die britische Royal Society, deren Präsident unterdessen Humphry Davy war. Die Ablehnung hatte vielfältige Gründe. Einerseits war umstritten, welche Funktion der Schmerz hat und ob eine Ausschaltung des Schmerzes überhaupt wünschenswert sei. Die Schmerzensäußerungen dienten den Chirurgen insbesondere als Wegweiser während der Operation. Weiter lehnten es viele Chirurgen ab, den durch die Operation enorm belasteten Organismus noch weiter zu belasten. Die Gasinhalation hatte zudem den Ruch des Unseriösen. Lachgas war seinerzeit in den städtischen Oberschichten als Partydroge durchaus bekannt.
Sie hatte im Operationssaal nichts verloren. Selbst nach 1846, als die Inhalationsanästhesie sich akademische Anerkennung zu schaffen begann, äußerten mehrere Mediziner ihr Befremden darüber, dass Patientinnen im Narkoserausch unsittliche Träume hätten. Die Meinung des französischen Chirurgen Alfred Armand Velpeau, den Schmerz durch künstliche Methoden zu verhindern sei eine Schimäre, wurde in (europäischen) akademischen Kreisen kaum mehr unterstützt, und wer Vorstöße in diese Richtung unternahm, setzte sich dem Risiko aus, seinem wissenschaftlichen Ruf zu schaden.

### Mesmerismus und Hypnose
Eine Rolle bei der Durchsetzung der chirurgischen Anästhesie spielten ab 1829 die Mesmeristen. Zwischen 1766 und 1800 wurden in Deutschland und Frankreich bereits Versuche gemacht, durch Suggestion und Hypnose Schmerzen zu vermeiden. Die Lehre des animalischen Magnetismus wurde im späten 18. Jahrhundert von Franz Anton Mesmer entwickelt. Durch Überstreichungen wurden Patienten in Trance (Magnetschlaf) versetzt. 1829 wurde diese Methode erstmals erfolgreich zur Reduzierung von Schmerzen bei einer chirurgischen Operation eingesetzt. Die Erfolgsmeldungen nahmen in der Folge zu, insbesondere englische Chirurgen in Indien operierten um Mitte der 1840er Jahre angeblich häufig erfolgreich schmerzfrei.
Zur Durchführung schmerzloser Operationen setzten unter anderem James Braid aus Manchester 1841 Hypnose ein, ebenso 1843 John Ellitson und James Esdaile aus Edinburgh. Esdaile ging später nach Indien und gründete in Kalkutta ein eigenes Krankenhaus.
In der Auseinandersetzung, was als wissenschaftlich anzuerkennen sei, schwankte der Mesmerismus mehrfach zwischen Anerkennung und Ablehnung. 1838 verloren die Mesmeristen in London die Gunst des einflussreichen Fachjournals The Lancet, nachdem in einer öffentlichen mesmeristischen Séance die Patientin der Kontrolle durch ihren Arzt entglitt und begann, die zuhörenden Honoratioren unziemlich anzusprechen. Der Lancet startete daraufhin eine heftige Anti-Mesmerismus-Kampagne.
Mit ihren schmerzfreien Operationen hatten die Mesmeristen nun aber einen Trumpf in der Hand, der dank der Medienaufmerksamkeit schnell seine Verbreitung fand. Während sich in Europa kein nicht-mesmeristischer Arzt mehr wagte, Versuche zur Anästhesie zu unternehmen, gab es in den USA mehrere niedere Ärzte und Zahnärzte, die keinen wissenschaftlichen Ruf zu verlieren hatten. Morton, der schließlich als der Entdecker der Inhalationsanästhesie gelten wird, hatte wohl nicht nur wissenschaftliche, sondern auch kommerzielle Motive: Er versuchte zunächst zu verheimlichen, dass das Gas, mit dem er anästhesierte, „Schwefeläther“ (historische Bezeichnung für Diethylether) sei. Als die Meldung seiner am 16. Oktober 1846 demonstrierten Äthernarkose im Dezember Europa erreichte, sahen viele Mesmerismus-Gegner darin die lang ersehnte Möglichkeit, dem Mesmerismus seinen größten Trumpf zu stehlen. Robert Liston amputierte am 21. Dezember in London einen Oberschenkel mit der neuen Methode schmerzfrei und rief aus: „Diese Glanzidee der Yankees, meine Herren, ist der Hypnose (gemeint ist: dem Mesmerismus) haushoch überlegen. Welch ein Glück! Wir haben den Schmerz besiegt!“. Der Mesmerismus verschwand tatsächlich bald von der Bildfläche. „Die Anästhesie durch Hypnose wurde nie eine allgemein anerkannte Methode.“

### Entstehung der modernen Anästhesie

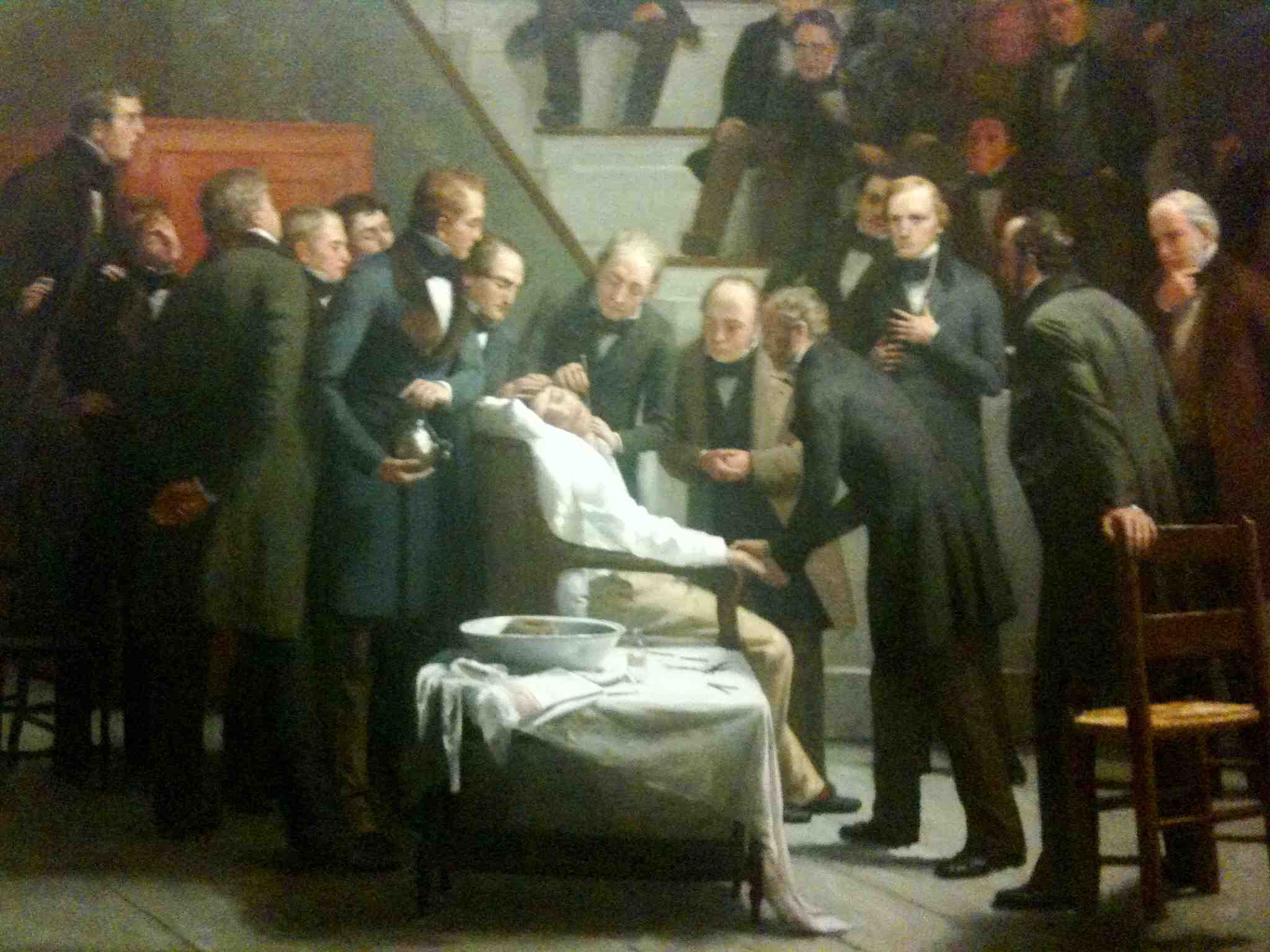
Robert Hinckley: Ether Day, or The First Operation with Ether

Am 30. März 1842 wurde die erste Äthernarkose, die auch bekannt wurde, durch Crawford Williamson Long angewendet. Der 30. März wird als Doctor’s Day jährlich zelebriert. Wenige Jahre später, am 16. Oktober 1846, wurde die von Charles Thomas Jackson zuvor schon an Tieren und sich selbst erprobte erste öffentliche Äthernarkose von William Thomas Green Morton im Massachusetts General Hospital in Boston ausgeführt. Mit dem 16. Oktober 1846 (Ether Day) verfügt die moderne Anästhesie über ein offizielles Geburtsdatum. Erstmals gelang damals – nach einem erfolglosen Versuch mit dem ab den 1880er Jahren für die chirurgische Anästhesie sehr wichtigen Lachgas (N2O) zu Beginn desselben Jahres – dem Zahnarzt William Thomas Green Morton eine einigermaßen erfolgreiche Äther-Inhalationsanästhesie an einem Patienten mit einer Geschwulst an der linken Halsseite. Diese wurde dem Patienten, vor den anwesenden ärztlichen Honoratioren der Stadt, exstirpiert durch einen der berühmtesten Chirurgen seiner Zeit, John Collins Warren. Zwar stöhnte der Patient, der etwa zwanzigjährige Gilbert Abbot, und gab nach der Operation an, Schmerzen gespürt zu haben (siehe dazu: Alison Winter, Mezmerized!, Chicago 1998), doch die Anästhesie wurde vom Publikum als erfolgreich anerkannt. Überliefert ist Warrens Kommentar nach Beendigung der Operation: „Gentlemen, this is no humbug!“ (Meine Herren, dies ist kein Humbug). Der Ort des Geschehens, ein Operations-Hörsaal am zur Harvard Medical School gehörenden Universitätshospital in Boston, Massachusetts, trägt heute den Namen Ether-Dome und ist in unverändertem Zustand zu besichtigen. Nach einigem Hin und Her setzte sich später der von Oliver Wendell Holmes in seinem Brief an Morton vom 21. November 1846 vorgeschlagene Name Anästhesie für dieses Vorgehen durch.
Der erste Bericht in Europa über die neue Methode zur Narkose bei Operationen erschien am 1. Januar 1847 als Beilage in der in Leipzig herausgegebenen Deutschen Allgemeinen Zeitung. Am 19. Januar 1847 verwendete der schottische Geburtshelfer James Young Simpson Äther erstmals zur geburtshilflichen Anästhesie. (Im Jahr 1591 war eine Frau, die sich von ihrer Hebamme ein Mittel gegen Schmerzen hat geben lassen wollen, im Namen James VI. von Schottland auf dem Scheiterhaufen verbrannt worden, da der Geburtsschmerz als Gottes Wille angesehen wurde. Simpson wurde von schottischen Calvinisten aus dem gleichen Grund als Ketzer und Gehilfe des Teufels bekämpft). Die ersten chirurgischen Eingriffe unter Narkose mittels der neuartigen Äthernarkose in Frankreich und im deutschsprachigen Raum fanden im Januar 1847 statt.
Martin Pernick hat gezeigt, dass in den US-Krankenhäusern Weiße häufiger als Schwarze oder Indianer, Oberschichtsangehörige häufiger als Arbeiter anästhesiert wurden. Im Pennsylvania Hospital fanden in der Dekade 1853/1862 ein Drittel aller Amputationen von Gliedmaßen immer noch am wachen Patienten statt.
Als erster hauptberuflicher Anästhesist gilt der Engländer John Snow, der 1847 eine Monografie über die Äthernarkose publiziert hatte. Das erste Anästhesie-Lehrbuch, verfasst von John Foster Brewster Flagg, erschien 1851 in den USA.
Bis etwa 1890 wurde neben Äther auch weiterhin das 1847 allgemein eingeführte Chloroform zur Durchführung von Inhalationsanästhesien benutzt. Wegen der häufigeren unerwünschten Nebenwirkungen von Chloroform wurde dann vor allem Äther benutzt. (Der erste dokumentierte Anästhesietodesfall ereignete sich bei der Durchführung Chloroformnarkose bei der Patientin Hanna Greene im Jahr 1848.) Es wurden neben Diethylether auch Mischpräparate (bestehend aus Alkohol, Chloroform und Diethylether) sowie weitere Substanzen wie Ethen, Cyclopropan und „Cypromäther“ ausprobiert. Ab 1956 wurde Halothan für viele Jahrzehnte das meistverwendete Inhalationsnarkotikum, gefolgt von weiteren halogenierten Kohlenwasserstoffverbindungen.
Bereits im 17. Jahrhundert wurden, nach Entdeckung des Blutkreislaufs, Opiumlösungen in Arm- und Beinvenen injiziert. Die Erzielung einer Allgemeinanästhesie durch die Einspritzung von Schlafmitteln in Venen wurde erstmals 1875 durch Pierre Cyprien Oré (1828–1889) bekanntgemacht. Er injizierte dazu Chloralhydrat. Durchgesetzt hatte sich die intravenöse Anästhesie dann zu Beginn des 20. Jahrhunderts, nachdem ab 1902 Barbiturate wie Veronal eingesetzt wurden. Der Würzburger Chirurg Ludwig Burkhardt verwendete 1909 Äther und Chloroform, doch wegen dabei auftretender Komplikationen verzichtete er dann auf Chloroform. Um die Nebenwirkungen von Äther zu verringern, führte er 1911 Narkoseeinleitungen mit Trichlorisopropyl (Isopral) durch. Erfolgreich angewendet wurde ab 1932 das kurzwirkende Evipan.
Ein Wegbereiter der balancierten Anästhesie, der Kombination von einem Inhalationsanästhetikum mit der intravenösen Gabe von Narkosemitteln, war der Münchner Chirurg Johann Nepomuk von Nußbaum (1829–1890), der erstmals ergänzende Morphininjektionen zur Verlängerung und Verstärkung von Chloroformnarkosen einsetzte.
Ab etwa 1900 etablierte sich die Anästhesie mit künstlicher Beatmung, etwa mit dem von Matás in den USA modifizierten Fell-O’Dwyer-Apparat.
Alternativen zur Allgemeinanästhesie und zur Lokalanästhesie stehen in Form von rückenmarksnahen Regionalanästhesieverfahren seit 1899 mit der Spinalanästhesie (gleichzeitig von August Bier, Théodore Tuffier (1857–1929) und Dudley Tait mit Guido Caglieri erstmals durchgeführt), seit 1920 auch mit der von Fidel Pagés (Militärarzt am Hospital Militar de Urgencia de Madrid) erstmals bei einer von ihm durchgeführten Operation angewendeten Epiduralanästhesie (= Periduralanästhesie, früher auch Extraduralanästhesie) zur Verfügung (Bereits 1885 war dem US-Amerikaner James Leonard Corning wohl versehentlich die erste Periduralanästhesie gelungen). Eine verfeinerte Technik der Extraduralanästhesie von Pagés machte der italienische Chirurg Achille Mario Dogliotti (1897–1966) 1931 bekannt. Im Jahr 1940 stellte der US-Amerikaner William Lemmon die kontuierliche Spinalanästhesie vor, bei der das Lokalanästhetikum nicht nur einmal injiziert wird, sondern eine ständige Nachdosierung erfolgt.
An der Mayo-Klinik in Rochester wurde 1923 die erste selbständige Anästhesie-Abteilung eingerichtet.

### Entwicklungen im und aus dem deutschsprachigen Raum

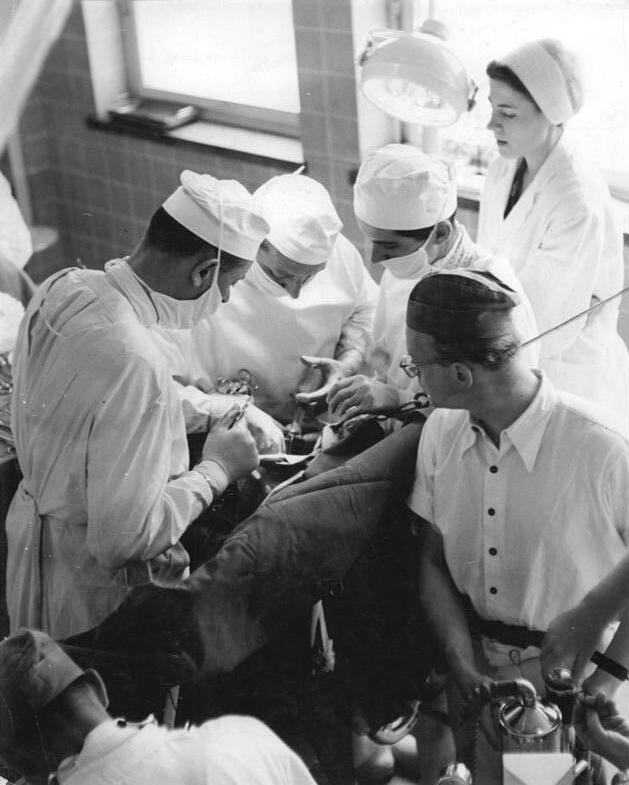
Chirurgie und Anästhesie 1956

#### 1847 bis 1971
Der Bericht über Mortons Erfolg gelangte mit einem am 3. Dezember ausgelaufenen Dampfer am 16. Dezember 1846 als Sonderdruck mit einem am 28. November geschriebenen Brief Jacob Bigelows nach Liverpool. Der Adressat des Briefes, der Arzt und Botaniker Francis Boott, erhielt den Brief am 17. Dezember und erprobte Mortons Verfahren am 19. Dezember wohl zunächst an sich selbst. Am selben Tag wandte, angeregt durch Boott, der Londoner Zahnarzt James Robinson (1813–1862) die Äthernarkose als Erster in Europa an.
Am 1. Januar 1847 wurde der Bericht Bigelows auch von der Leipziger Deutschen Allgemeinen Zeitung als wörtliche Übersetzung und später anderen Zeitungen in Europa publiziert. Daraufhin nahm die erste Äthernarkose im deutschsprachigen Raum Hermann A. Demme am 23. Januar 1847 in Bern vor. Innerhalb Deutschlands kam die erste Äthernarkose am 24. Januar 1847, als in der deutschen Fachliteratur noch keine Berichte zu der neuen Methode zur Verfügung standen, durch die Dres. Heinrich Eduard Weickert und Carl Friedrich Eduard Obenaus am Jakobsspital in Leipzig bei einer unter Schwefelätherinhalation bei einer Patientin durchgeführten Backenzahnentfernung zur Anwendung (worüber die Königlich privilegirte Berlinische Zeitung vom 28. Januar 1847 berichtete). Am gleichen Tag bediente sich – an diesem Tag im Gegensatz zum nächsten allerdings erfolglos – auch Johann Ferdinand Heyfelder in Erlangen dieser neuartigen medizinischen Technik. Heyfelder wandte auch Chloroform an, dessen Anwendung er für die Narkose besonders empfahl, und war 1847 der Erste, der Salzäther zur Inhalationsnarkose anwendete.
Die erste Äthernarkose Österreichs erfolgte am 27. Januar 1847 bei der Durchführung einer Beinamputation. Stattgefunden hat diese an der II. Chirurgischen Universitätsklinik in Wien, die von Franz Schuh geleitet wurde. Zuvor hatte Schuh das neue Mittel an zwei Hunden und im Selbstversuch an seinen Assistenten Ludwig von Markusowksy und Ernst Krackowitzer erfolgreich erprobt. Viele weitere Schwefeläthernarkosen in Wien folgten. So an der I. Chirurgischen Abteilung am 29. Januar 1847 bei einer 28-jährigen Patientin, die an einer Unterkiefergeschwulst erkrankt war.
Am 3. Februar 1847 führte der Würzburger Chirurg Cajetan von Textor (1782–1860) mit Hilfe des durch seinen Assistenten, den späteren Professor für Augenheilkunde Robert Ritter von Welz (1814–1878), entwickelten Ätherinhalationsgerätes die erste belegbare Operation in Äthernarkose am Juliusspital durch. Auch im Aschaffenburger Krankenhaus war im „Haushaltjahr 1846/47“ bereits ein „Apparat zum Einathmen des Schwefeläthers“ aufgeführt.
Friedrich Trendelenburg erfand den endotrachealen, d. h. einen in die Luftröhre einzuführenden Tubus, welchen er tracheale Tamponkanüle nannte (1869) und über eine Tracheotomie einbrachte. Somit wandte er die erste „Intubationsnarkose“ an, bei der Chloroform über einen separaten Zufluss der geblockten Trachealkanüle zugeführt wurde. Die ersten Intubationen über die Mundöffnung wurden 1878 von William Macewen beschrieben und von Franz Kuhn methodisch weiter ausgebaut. Zur endotrachealen Anästhesie mit Einbringen des Tubus mittels eines Laryngoskops führte dann eine 1895 von Alfred Kirstein (1863–1922) beschriebene Methode der trachealen Intubation, die dann auf Grundlage der 1920 von Magill und Rowbotham in die Anästhesie allgemein eingeführten endotrachealen Intubation ab 1921 von britischen Anästhesisten weiterentwickelt wurde.
Im Jahr 1884 führte der österreichische Augenarzt Carl Koller erstmals eine Augenoperation nach Oberflächenanästhesie mit dem seit 1860 zur Verfügung stehenden Lokalanästhetikum Kokain durch und 1888 machte der deutsche Chirurg Maximilian Oberst die nach ihm benannte Leitungsanästhesie der Fingernerven bekannt. Carl Ludwig Schleich, ein deutscher Chirurg und Schriftsteller, stellte 1892 die von ihm entwickelte Infiltrationsanästhesie (Technik der intrakutanen Injektion von Lokalanästhetika) vor. Eine weitere deutsche Persönlichkeit war Heinrich Braun (1862–1934). Als Leitender Chirurg war er 1899–1905 am Diakonissen-Hospital in Leipzig tätig und begann in dieser Zeit mit experimentellen Untersuchungen zur Lokalanästhesie mit Kokain. Durch den Adrenalinzusatz zum Kokain machte er 1900 den Einsatz der Infiltrationsanästhesie durch die verlängerte Wirkdauer praktikabler. Braun führte 1905 das 1904 von dem deutschen Chemiker Alfred Einhorn synthetisierte, weniger giftig wirkende Novocain in der Durchführung der rückenmarksnahen Anästhesie ein, die er zusammen mit dem Leipziger Pharmakologen Oskar Groß (1877–1947) entwickelt hatte (Grundlage für die Durchführung der rückenmarksnahen Anästhesie in Form der Spinalanästhesie war die 1891 durch den deutschen Internisten Heinrich Irenaeus Quincke erfolgte Einführung der Lumbalpunktion). August Bier war 1908 Erfinder der von ihm auch mit Novocain durchgeführten intravenösen Regionalanästhesie. Bier entwickelte 1898 – zeitgleich mit, aber wohl unabhängig von Théodore Tuffier sowie Dudley Tait und Guido Caglieri – die Spinalanästhesie. Der Zwickauer Chirurg Dietrich Kulenkampff (1880–1967) eröffnete mit seiner 1911 beschriebenen Blockade des Plexus brachialis weitere Möglichkeiten der Regionalanästhesie, wozu auch die 1923 von dem österreichischen Chirurgen Hans Finsterer eingeführte Splanchnicusanästhesie (vgl. Nervus splanchnicus major und Nervus splanchnicus minor) gehört.
Das oben bereits erwähnte Narkosemittel Barbital (Veronal) wurde 1902 von Emil Fischer synthetisiert und Hellmut Weese führte 1932 Hexobarbital (Evipan) ein. 1805 konnte Friedrich Sertürner das im Opium enthaltene Morphin erstmals rein darstellen, woraufhin die Entwicklung weiterer Morphinabkömmlinge erfolgen konnte. Das synthetisch hergestellte Opioid Fentanyl entwickelte 1958 der Belgier Paul Janssen.
Nicht durchgesetzt hat sich die von Ludwig Burkhardt 1909 in Würzburg erstmals erfolgreich angewendete intravenöse Äthernarkose.
Eine Modifikation der Periduralanästhesie, die Paravertebralanästhesie, wurde erstmals 1905 von dem Tübinger Frauenarzt Hugo Sellheim beschrieben und 1909 auch von Arthur Läwen eingesetzt. Läwen führte zudem 1910 die Sakralanästhesie ein.
In den USA war ab 1922 die Fachzeitschrift Current Researches in Anaesthesia and Analgesia erschienen. Die erste bedeutende deutsche anästhesiologische Fachpublikation war die in Würzburg im Januar 1928 erstmals herausgegebene Zeitschrift Der Schmerz, welche 1929 mit der ebenfalls 1928 entstandenen Zeitschrift Narkose und Anästhesie zu Schmerz, Narkose und Anaesthesie zusammengelegt wurde. Im deutschsprachigen Raum war die erste Nummer von Der Anaesthesist 1952 erstmals erschienen. Nachdem bereits 1893 in England eine Society of Anaesthetist ins Leben gerufen worden war und die Bedeutung der Anästhesie nach dem Krieg stark gestiegen war, wurde am 10. April 1953 die Deutsche Gesellschaft für Anästhesiologie und Intensivmedizin (DGAI) gegründet. Nur wenige Wochen später, am 27. Mai 1953, absolvierte der erste bundesdeutsche Arzt seine Weiterbildung zum Facharzt für Anästhesie.
In Österreich wurde am 19. Oktober 1951 die Österreichische Gesellschaft für Anästhesiologie, Reanimation und Intensivmedizin (ÖGARI) gegründet. Der gemeinnützige Verein ist eine medizinische Fachgesellschaft zur Förderung der Anästhesiologie und zählt über 1500 Mitglieder.
Nachdem sich, ausgehend von Kanada und Italien, zwischen 1942 und 1949 die Anwendung von Muskelrelaxanzien etabliert hatte, schlugen in Österreich K. H. Ginzel, Otto Mayrhofer und F. Chott 1949 Guajacol-Glycerin-Äther (Myocain) als muskelrelaxierendes Mittel vor.
In Mainz wurde 1960 der erste deutsche außerordentliche Lehrstuhl für Anästhesiologie bei Rudolf Frey eingerichtet. Im Jahr 1966 bekam Hamburg den ersten ordentlichen Lehrstuhl für Anästhesiologie. Dieser wurde mit Karl Horatz besetzt. Die erste Schmerzklinik wurde 1971 von Frey in Mainz eingerichtet. Wegweisend war ein ausführliches Gutachten aus dem Jahr 1961 des Juristen Professor Dr. med. h.c. Walther Weißauer, welches die Stellung von Anästhesiologie und Chirurgie in Deutschland festigte.

#### Lehrstühle für Anästhesiologie in Deutschland
In Deutschland gibt es aktuell in 38 Städten Ordinariate für Anästhesiologie. Vier davon sind aktuell an Frauen vergeben.
| Ort             | Anmerkung                                     | Name                        | Berufen aus | Vorgänger                 | Berufen aus | 2. Vorgänger           | Berufen aus | 3. Vorgänger        | Berufen aus | 4. Vorgänger      |
| --------------- | --------------------------------------------- | --------------------------- | ----------- | ------------------------- | ----------- | ---------------------- | ----------- | ------------------- | ----------- | ----------------- |
| Aachen          |                                               | Jan Larmann (* 1978)        | Heidelberg  | Rolf Rossaint             | Berlin      | Günter Kalff           |             |                     |             |                   |
| Aachen          | Klinik für operative Intensivmedizin          | Gernot Marx (* 1966)        | Jena        |                           |             |                        |             |                     |             |                   |
| Berlin          | Campus Mitte                                  | Claudia Spies (* 1961)      | Berlin      | Wolfgang Kox              | Essen       | Manfred Schädlich      |             |                     |             |                   |
| Berlin          | Virchow-Klinikum                              | Claudia Spies (* 1961)      | Berlin      | Konrad Falke              | Düsseldorf  | Hans Joachim Eberlein  |             | Ernst Kolb          |             |                   |
| Berlin          | Campus Benjamin Franklin                      | Sascha Treskatsch (* 1977)  |             | Christoph Stein           | Münster     | Klaus Eyrich           | Würzburg    | Kai Rehder          |             | Ernst Kolb        |
| Berlin          | Deutsches Herzzentrum                         | Benjamin O’Brien (* 1973)   |             | Peter Schmucker           | München     |                        |             |                     |             |                   |
| Bielefeld       |                                               | Sebastian Rehberg (* 1978)  |             |                           |             |                        |             |                     |             |                   |
| Bochum          | Knappschaftskrankenhaus                       | Michael Adamzik (* 1971)    | Essen       | Günther Cunitz            | Würzburg    |                        |             |                     |             |                   |
| Bochum          | Marienhospital Herne                          | Ulrich Frey                 | Bochum      | Christoph Puchstein       | Münster     |                        |             |                     |             |                   |
| Bochum          | Minden                                        | Jochen Hinkelbein (* 1974)  |             |                           |             |                        |             |                     |             |                   |
| Bochum          | St. Josef-Hospital Bochum                     | Thomas Weber                | Münster     | Heinz Laubenthal          | München     |                        |             |                     |             |                   |
| Bochum          | Bergmannsheil                                 | Peter Zahn (* 1966)         | Münster     | Michael Zenz              | Bochum      |                        |             |                     |             |                   |
| Bochum          | Herz- und Diabeteszentrum Nordrhein-Westfalen | Vera von Dossow (* 1971)    |             | Uwe Schirmer              | Ulm         |                        |             |                     |             |                   |
| Bonn            |                                               | Mark Coburn (* 1976)        | Aachen      | Andreas Hoeft             | Göttingen   | Horst Stoeckel         | Heidelberg  |                     |             |                   |
| Dresden         |                                               | Thea Koch (* 1961)          | Dresden     | Detlev Albrecht           | Mannheim    | Helga Schiffner        |             | Karl-Heinz Martin   |             |                   |
| Düsseldorf      |                                               | Benedikt Pannen (* 1962)    | Freiburg    | Jörg Tarnow               | Berlin      | Martin Zindler         |             |                     |             |                   |
| Erlangen        |                                               | Roland Francis              |             | Jürgen Schüttler          | Bonn        | Erich Rügheimer        |             |                     |             |                   |
| Essen           |                                               | Thorsten Brenner (* 1978)   | Heidelberg  | Jürgen Peters             | Düsseldorf  | Ludwig Stöcker         |             |                     |             |                   |
| Frankfurt       |                                               | Kai Zacharowski (* 1967)    | Düsseldorf  | Bernhard Zwißler          | München     | Rafael Dudziak         | Düsseldorf  |                     |             |                   |
| Freiburg        |                                               | Hartmut Bürkle (* 1963)     | Freiburg    | Klaus Geiger              | Mannheim    | Kurt Wiemers           |             |                     |             |                   |
| Gießen          |                                               | Michael Sander (* 1971)     | Berlin      | Markus Weigand            | Heidelberg  | Gunter Hempelmann      | Hannover    | Heinrich L‘Allemand |             |                   |
| Greifswald      |                                               | Klaus Hahnenkamp            | Münster     | Michael Wendt             | Münster     | Klaus Borchert         | Rostock     |                     |             |                   |
| Göttingen       |                                               | Konrad Meissner (* 1972)    |             | Michael Quintel           | Mannheim    | Bernhard Graf          | Heidelberg  | Dietrich Kettler    | Göttingen   | Jürgen Stoffregen |
| Halle           |                                               | Michael Bucher (* 1967)     | Regensburg  | Joachim Radke             | Göttingen   | Günter Baust           |             |                     |             |                   |
| Hamburg         |                                               | Christian Zöllner (* 1968)  |             | Alwin Goetz               |             | Jochen Schulte am Esch | Bonn        | Karl Horatz         |             |                   |
| Hannover        |                                               | Wolfgang Koppert (* 1964)   | Erlangen    | Siegfried Piepenbrock     |             | Erich Kirchner         | Marburg     |                     |             |                   |
| Heidelberg      |                                               | Markus Weigand (* 1967)     | Gießen      | Eike Martin               | München     | Otto Just              |             |                     |             |                   |
| Homburg         |                                               | Thomas Volk                 | Berlin      | Reinhard Larsen           | Göttingen   | Karl Hutschenreuter    |             |                     |             |                   |
| Jena            |                                               | Michael Bauer (* 1963)      | Jena        | Konrad Reinhart           | Berlin      | Wulf Schirrmeister     |             | Horst Winkler       |             |                   |
| Kiel            |                                               | Markus Steinfath            | Kiel        | Jens Scholz               | Hamburg     | Jürgen Wawersik        | Heidelberg  |                     |             |                   |
| Köln            |                                               | Andrea Steinbicker (* 1979) | Frankfurt   | Bernd Böttiger            | Heidelberg  | Walter Buzello         | Freiburg    | Karl Bonhoeffer     |             |                   |
| Leipzig         |                                               | Sebastian Stehr             | Lübeck      | Udo Kaisers               | Berlin      | Derk Olthoff           | Berlin      |                     |             |                   |
| Lübeck          |                                               | Carla Nau                   | Erlangen    | Peter Schmucker           | Berlin      | Klaus van Ackern       | München     | Johannes Eichler    |             |                   |
| Magdeburg       |                                               | Robert Werdehausen (* 1979) | Leipzig     | Thomas Hachenberg         | Greifswald  | Wolfgang Röse          |             |                     |             |                   |
| Mainz           |                                               | Christian Werner (* 1958)   | München     | Wolfgang Dick             | Ulm         | Rudolf Frey            |             |                     |             |                   |
| Mannheim        |                                               | Manfred Thiel               | München     | Klaus van Ackern          | Lübeck      | Horst Lutz             | Heidelberg  |                     |             |                   |
| Mannheim        | Klinikdirektorin                              | Grietje Beck (* 1965)       | Wiesbaden   |                           |             |                        |             |                     |             |                   |
| Marburg         |                                               | Hinnerk Wulf (* 1959)       | Kiel        | Herbert Lennartz          | Düsseldorf  | Heinz Oehmig           |             |                     |             |                   |
| München         | LMU Klinikum                                  | Bernhard Zwißler (* 1960)   | Frankfurt   | Klaus Peter               | Mannheim    | Rüdiger Beer           |             |                     |             |                   |
| München         | Klinikum rechts der Isar, TUM                 | Gerhard Schneider (* 1967)  | Wuppertal   | Eberhard Kochs            | Hamburg     | Ernst Kolb             | Berlin      |                     |             |                   |
| Münster         |                                               | Alexander Zarbock (* 1975)  | Münster     | Hugo Van Aken             | Münster     | Peter Lawin            | Hamburg     |                     |             |                   |
| Oldenburg       |                                               | Simon Schäfer               |             | Andreas Weyland           | Göttingen   |                        |             |                     |             |                   |
| Regensburg      |                                               | Bernhard Graf (* 1960)      | Göttingen   | Kai Taeger                | München     |                        |             |                     |             |                   |
| Rostock         |                                               | Daniel Reuter (* 1971)      | Hamburg     | Gabriele Nöldge-Schomburg | Freiburg    | Gottfried Benad        |             |                     |             |                   |
| Tübingen        |                                               | Peter Rosenberger (* 1970)  | Frankfurt   | Klaus Unertl              | München     | Rudolf Schorer         | Göttingen   |                     |             |                   |
| Ulm             |                                               | Bettina Jungwirth           | München     | Michael Georgieff         | Erlangen    | Friedrich Ahnefeld     | Mainz       |                     |             |                   |
| Witten/Herdecke | Helios Universitätsklinikum Wuppertal         | Serge Thal                  |             | Sebastian Russo           | Göttingen   | Gerhard Schneider      | München     | Ludwig Brandt       |             |                   |
| Witten/Herdecke | Klinikum Köln-Merheim                         | Frank Wappler (* 1960)      |             |                           |             |                        |             |                     |             |                   |
| Würzburg        |                                               | Patrick Meybohm (* 1978)    | Frankfurt   | Norbert Roewer            | Hamburg     | Karl-Heinz Weis        | Mainz       |                     |             |                   |

### Grundlagen
- Gottfried Benad, M. Schädlich: Grundriß der Anästhesiologie. Verlag Volk und Gesundheit, Berlin 1989, ISBN 3-333-00063-6.
- Reinhard Larsen: Anästhesie. München/Wien/Baltimore 1988; 8. (7. neubearbeitete und erweiterte) Auflage: Urban & Fischer, München/Jena 2002, ISBN 3-437-22500-6.
- U. Schirmer (Hrsg.): A. Heller, T. Koch, R. Litz, C. Lorenz, C. Spies, W. Schlack: Anästhesie in der Allgemeinchirurgie, Urologie, Gynäkologie und Geburtshilfe 2007. Deutscher Ärzte-Verlag, Köln 2007, ISBN 978-3-7691-1206-1.

### Geschichte
- Walter Artelt: Die deutsche Zahnheilkunde und die Anfänge der Narkose und Lokalanästhesie. In: Zahnärztliche Mitteilungen. Band 54, 1964, S. 566–569, 671–677, 758–762 und 853–856.
- R. S. Atkinson, T. B. Boulton (Hrsg.): The history of anaesthesia. Roy Soc Med Serv, London / New York 1989.
- W. Ayer: Account of an eye-witness. Semi-centennial of anaesthesia. H. O. Houghton & Co., Boston 1897.
- Marguerite Louise Baur: Recherches sur l’histoire de l’anesthésie avant 1846. Leiden 1927. Zugleich Dissertation Zürich 1927.
- Ludwig Brandt, Karl-Heinz Krauskopf: „Eine Entdeckung in der Chirurgie“. 150 Jahre Anästhesie. In: Der Anaesthesist. Band 45, 1996, S. 970–975.
- Ludwig Brandt (Hrsg.): Illustrierte Geschichte der Anästhesie. Herausgegeben unter Mitwirkung von Karl-Hans Bräutigam, Michael Goerig, Gundolf Keil, Karl-Heinz Krauskopf, Csaba Nemes und Hans Nolte. Wissenschaftliche Verlagsgesellschaft, Stuttgart 1997.
- R. von Brunn: Die Anästhesie. In: Ciba-Zeitschrift. Band 60, 1953.
- Ernst Darmstaedter: Zur Geschichte der Narkose und Anästhesie. In: Schmerz, Narkose und Anästhesie. Band 4, 1931/1932, S. 117 ff.
- B. M. Duncum: An outline of the history of anaesthesia 1846–1900. In: British medical Bulletin. Band 4, 1946, S. 120 ff.
- N. M. Greene: A consideration of factors in the discovery of anesthesia and their effects on its development. In: Anesthesiology. Band 35, 1971, S. 515–522.
- N. M. Greene: Anesthesia and the development of surgery (1848–1896). In: Anesthesiology. Band 58, 1979, S. 5–12.
- J. T. Gwathmey: Anaesthesia. Macmillan & Co., London / New York 1924.
- Marcel Hänggi: Fortschrittsgeschichten. Für einen guten Umgang mit Technik. Frankfurt am Main 2015, ISBN 978-3-596-03220-4, S. 96–114, Kapitel Schwefeläther.
- Marcel Hänggi: Die Anfänge der Anästhesie in der Schweiz (1847). (PDF; 554 kB) In: Lizentiatsarbeit. Philosophischen Fakultät der Universität Zürich, November 2002, S. 94, abgerufen am 9. Februar 2018.
- D. A. B. Hopkin: Hazards and Errors in Anaesthesia. Springer-Verlag, Berlin / Heidelberg / New York / Tokyo 1980, ISBN 3-540-10158-6.
- Thomas E. Keys: A chronology of events relating to anesthesiology and allied subjects. In: John S. Lundy: A manual of clinical anesthesiology. Philadelphia/London 1942, S. 705–717; auch in: Thomas E. Keys: The history of surgical anesthesia. New York 1963, S. 103–125.
- Thomas E. Keys: Die Geschichte der chirurgischen Anästhesie (= Anaesthesiologie und Wiederbelebung. Band 23). Springer, Berlin / Heidelberg / New York 1968.
- Hans Killian: Die Entwicklung der Narkose und Anaesthesie im Laufe der Zeiten. In: H. Killian, Hellmut Weese (Hrsg.): Die Narkose. Ein Lehr- und Handbuch. Stuttgart 1954, S. 1–30.
- Richard J. Kitz, Leroy D. Vandam: A History and the Scope of Anesthetic Practice. In: Ronald D. Miller (Hrsg.): Anesthesia. 3 Bände, Churchill Livingstone, New York / Edinburgh / London / Melbourne 1981, 2. Auflage ebenda 1986, ISBN 0-443-08328-2, Band 1, S. 3–25.
- Marcos Kleimann: Histoire de l’anesthésie. In: Anästhesie und Analgesie. Band 5, 1939, S. 112 ff.
- Huldrych M. Koelbing: Operationsschmerz – Anästhesie – Anästhesiologie. Historische Streiflichter. In: 30 Jahre Schweizerische Gesellschaft für Anästhesiologie und Reanimation 1952–1982. Bern 1982, S. 7–28.
- Franz-Josef Kuhlen: Zur Geschichte der Schmerz-, Schlaf- und Betäubungsmittel in Mittelalter und Früher Neuzeit (= Quellen und Studien zur Geschichte der Pharmazie. Band 19). Stuttgart 1983.
- Jörg Mildenberger, Norbert Roewer: Würzburg in der Geschichte der Anästhesie. In: AINS. 1999, Supplement 4.
- H. Orth, I. Kis: Schmerzbekämpfung und Narkose. In: Franz Xaver Sailer, Friedrich Wilhelm Gierhake (Hrsg.): Chirurgie historisch gesehen. Anfang – Entwicklung – Differenzierung. Dustri-Verlag, Deisenhofen bei München 1973, ISBN 3-87185-021-7, S. 1–32.
- Jürgen Schüttler (Hrsg.): 50 Jahre Deutsche Gesellschaft für Anästhesiologie und Intensivmedizin. Tradition und Innovation. Unter Mitwirkung von Michael Goerig, Heike Petermann, Jochen Schulte am Esch und Wolfgang Schwarz. Springer-Verlag, Berlin 2003, ISBN 3-540-00057-7.
- Christoph Weißer: Anästhesie. In: Werner E. Gerabek, Bernhard D. Haage, Gundolf Keil, Wolfgang Wegner (Hrsg.): Enzyklopädie Medizingeschichte. De Gruyter, Berlin 2005, ISBN 3-11-015714-4, S. 54 f.
- F. v. Winkel: Zur Geschichte der Betäubungsmittel für schmerzlose Operationen. München 1902.
- Alison Winter: Mesmerized. Powers of Mind in Victorian Britain. 1998.
- Manuel Obermaier, Florian Meister, Markus A. Weigand: Die Kunst der Narkose – Geschichte der Heidelberger Anästhesiologie. 2018 https://doi.org/10.17885/heiup.318.433

### Spezielles
- F. J. Frei, C. Jonmaker, O. Werner: Kinderanästhesie. Springer, Berlin / Heidelberg / New York 1995, ISBN 3-540-57346-1.
- Schweizerische Vereinigung des Pflegepersonals für Operationslagerungen.